# Horní Ves (Třebeň)
Horní Ves (deutsch Oberndorf) ist ein Ortsteil der Gemeinde Třebeň (Trebendorf) im tschechischen Okres Cheb (Bezirk Eger). 

## Lage

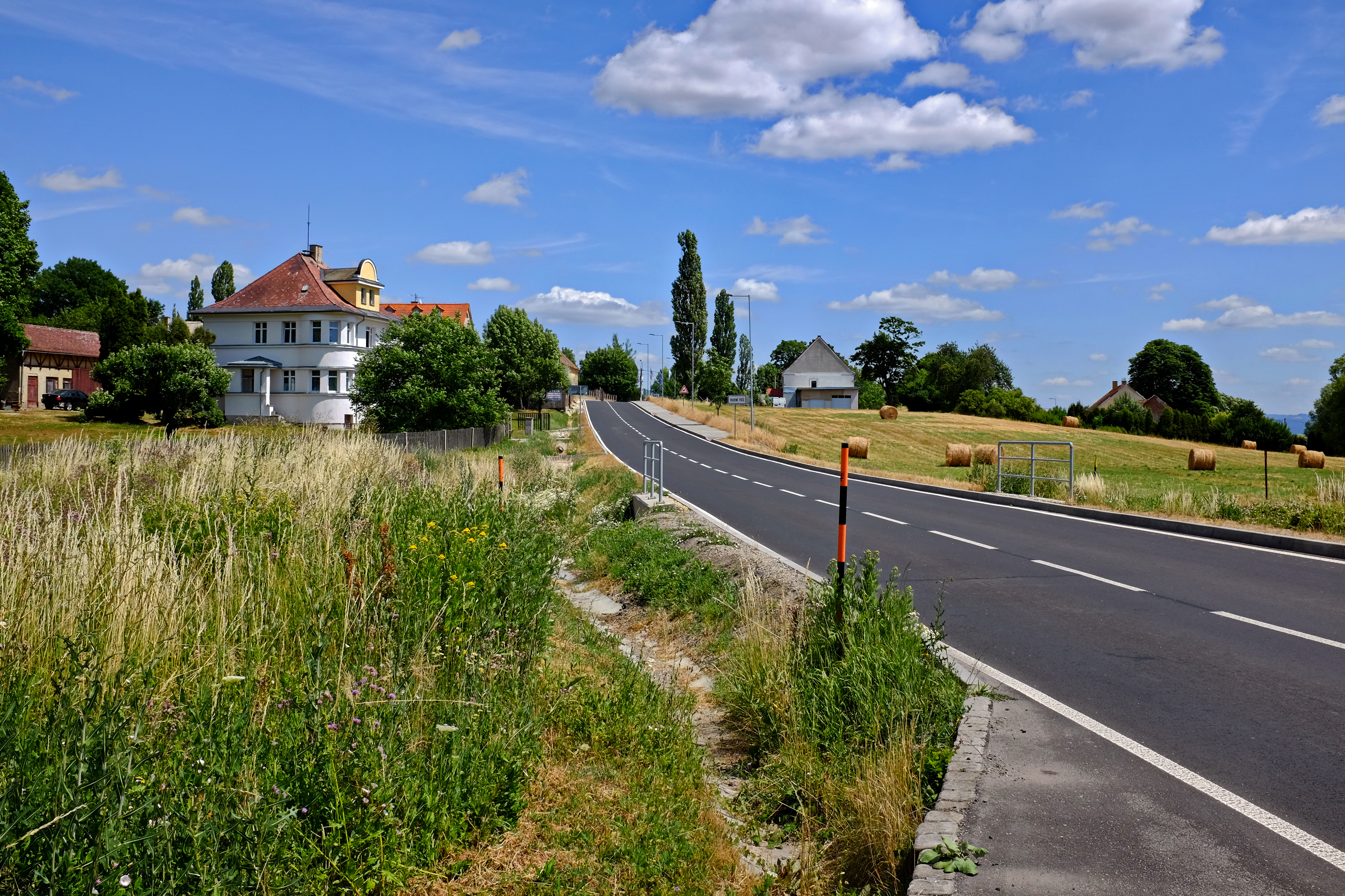
Blick in die Ortslage

Das Dorf liegt an der Straße von Franzensbad nach Třebeň, etwa einen Kilometer von beiden Orten entfernt. Die deutsch-tschechische Grenze bei Bad Brambach befindet sich nördlich rund 6 km entfernt, zu Schirnding im Westen rund 10 km. Der Ort ist nur über diese Straße angebunden. Südlich der Ortslage verläuft ein Nebenfluss der Eger. Der Katasterbezirk Horní Ves u Třebeně umfasst eine Fläche von 3,17 km².

## Geschichte
Erstmals erwähnt wurde der Ort im Egerland 1279. Aufgrund der Nähe zu Eger ergibt sich eine lange Verwaltungszugehörigkeit dorthin, bspw. zum Gerichtsbezirk Eger in der Tschechoslowakei. Zuletzt lebten 2011 elf Personen im Ort, darunter zwei Kinder unter 14 und eine Person über 65.
| Jahr      | 1869 | 1880 | 1890 | 1900 | 1910 | 1921 | 1930 | 1950 | 1961 | 1970 | 1980 | 1991 | 2001 | 2011 |
| --------- | ---- | ---- | ---- | ---- | ---- | ---- | ---- | ---- | ---- | ---- | ---- | ---- | ---- | ---- |
| Einwohner | 247  | 318  | 279  | 243  | 272  | 292  | 388  | 149  | 79   | 74   | 133  | 29   | 26   | 11   |
| Häuser    | 26   | 31   | 32   | 29   | 31   | 39   | 42   | 42   | -    | 10   | 25   | 10   | 10   | 11   |

## Belege
1. ↑  STATISTICKÝ LEXIKON OBCÍ ČESKÉ REPUBLIKY 2013 Podle správního rozdělení k 1.1. 2013 a výsledků sčítání lidu, domů a bytů k 26. březnu 2011 Zpracoval Český statistický úřad ve spolupráci s Ministerstvem vnitra ČR. 1. Januar 2013, S. 269, archiviert vom Original (nicht mehr online verfügbar) am 6. März 2016; abgerufen am 19. März 2024 (tschechisch).  Info: Der Archivlink wurde automatisch eingesetzt und noch nicht geprüft. Bitte prüfe Original- und Archivlink gemäß Anleitung und entferne dann diesen Hinweis.
2. ↑  Archivierte Kopie (Memento des Originals vom 27. Oktober 2022 im Internet Archive)  Info: Der Archivlink wurde automatisch eingesetzt und noch nicht geprüft. Bitte prüfe Original- und Archivlink gemäß Anleitung und entferne dann diesen Hinweis.